# Live at Fat Tuesday’s (Art-Pepper-Album)
Live at Fat Tuesday’s ist ein Jazzalbum von Art Pepper, das am 15. April 1981 aufgenommen und im November 2015 bei Elemental Music veröffentlicht wurde.

## Hintergrund
Pepper wurde von einer Rhythmusgruppe bestehend aus dem Pianisten Milcho Leviev, dem Bassisten George Mraz und dem Schlagzeuger Al Foster begleitet. Der Livemitschnitt in New York City entstand ein Jahr vor Peppers letzten Aufnahmen in Los Angeles, die im Mai 1982 auf dem Kool Jazz Festival entstanden (Last Concert 1982 – Final Art, erschienen 2007).
Der Autor Gary Giddins erinnerte sich an die Begegnung mit dem Musiker während seines Engagements im Club Fat Tuesday’s 1981: „Seine Lebenszeit war fast vorbei, und er wusste es. Das letzte Mal, als ich ihn vor ein paar Monaten im Fat Tuesday sah, war sein Gesicht bläulichweiß und seine Unterschenkel – er zog die Hose hoch, um es zu demonstrieren – waren genauso aufgebläht. Er sagte mir, er könne mir nicht die Hand schütteln, weil er sich an diesem Nachmittag geschnitten hatte und keinen Schmerz fühlte, er wusste es nicht, bis er das strömende Blut sah. Er war besessen von dem Wunder, dass er immer noch fähig zu gehen und zu atmen war: kaum zu ertragen, dabei zu sein.“
Die Edition enthält ein 40-seitiges Booklet mit umfangreichen Aufsätzen des Jazz-Historikers und Autors Brian Priestley (einschließlich eines Interviews, das Priestley 1980 mit Art Pepper geführt hatte) und des französischen Musikwissenschaftler und Journalisten Stéphane Ollivier, außerdem ein Interview des Produzenten Zev Feldman mit Peppers Witwe Laurie Pepper, einer persönlichen Erinnerung an Art Pepper von Jazz-Produzent John Koenig und einem Bericht des Fat Tuesday’s-Managers Steve Getz über Peppers damaliges Engagement in seinem Club, in dem diese Aufnahmen entstanden und bisher unveröffentlicht waren, des Weiteren Fotografien von Laurie Pepper.

## Titelliste

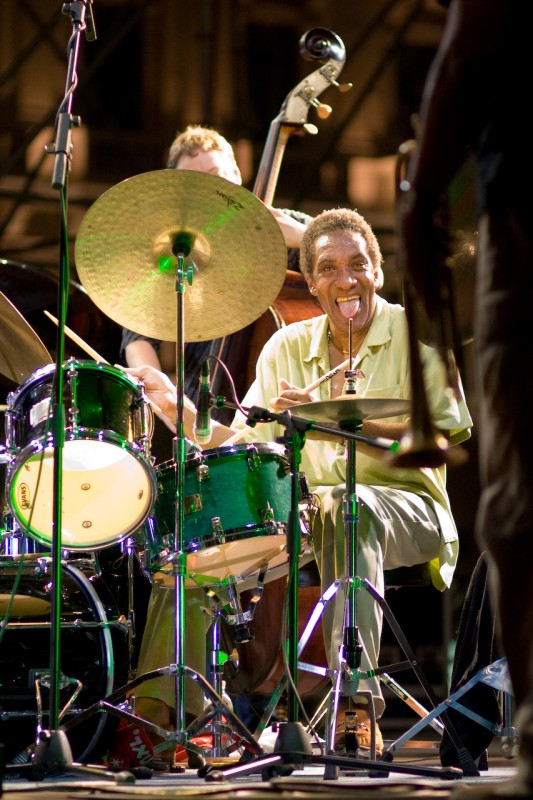
Al Foster, 2007

- Art Pepper: Live at Fat Tuesday’s (Elemental Music – 5990427[2])
  1. Rhythm-A-Ning (Monk) – 12:58
  2. What Is This Thing Called Love? (Cole Porter) – 16:15
  3. Goodbye (Gordon Jenkins) – 11:39
  4. Make a List, Make a Wish (Pepper) – 18:21
  5. Red Car (Pepper) – 11:30

## Rezeption
C. Michael Bailey schrieb in All About Jazz, Art Peppers letzte Schaffensperiode sei „seine Gotterdämmerung“ gewesen. „In dieser Zeit war Pepper weniger ein Interpret des Jazzkanons und eher sein widerstrebender Prophet. Pepper beginnt seine Standards gut genug (hier Thelonious Monks ‚Rhythm-a-ning‘ und lange Interpretation von ‚What Is This Thing Called Love‘ und ‚Goodbye‘). Doch dann passierte etwas, wie es John Coltrane auf seiner letzten Tour mit Miles Davis im Jahr 1960 tat.“ Pepper habe mit seiner Rhythmusgruppe das Material dekonstruiert, so Bailey; so werde Goodbye von Peppers „stotterden Schreien bewohnt.“ Pepper verwandelte auch zwei seiner beliebtesten Kompositionen, Make a List, Make a Wish und Red Car.

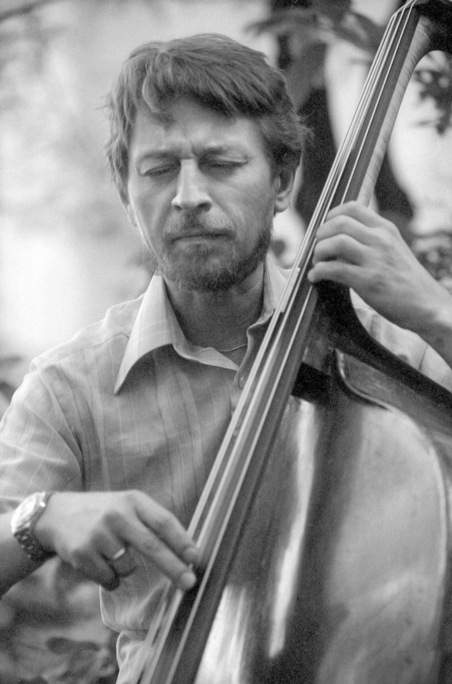
George Mraz

Diese Stücke demonstrierten, als sie zum ersten Mal aufgenommen wurden, Peppers Beherrschung des R&B unter der Federführung des Jazz und einen gesunden Sinn für Humor. „Was Mraz hier macht, ist Pepper und Leviev spielen zu lassen. Sie sind ungebunden und spielen dementsprechend. So weit kann eine Standard-Jazz-Performance gehen, bevor sie sich in die gefräßigen Partikel des Free Jazz auflöst. Pepper wird aus dem Gleichgewicht gebracht und spielt am Rande des Vergessens mit Leviev, der ihn dabei unterstützt.“ Red Car werde ähnlich durchgeführt. Die Loslösung, die Pepper erreiche, sei beeindruckend und vergleichbar mit den Live-Aufnahmen aus dem Village Vanguard von 1977. Live at Fat Tuesday’s sei eine wichtige Ergänzung zur Pepper-Diskographie, resümiert der Autor. „Es fängt den Saxophonisten am äußersten Rand der Inspiration ein … wo er hingehört.“
Steve Greenlee äußerte sich kritisch in JazzTimes: „Die neu entdeckte Aufnahme von Live at Fat Tuesday’s ist berauschend, wenn auch in klanglicher Hinsicht unvollständig. Nirgendwo auf den 40 Seiten von Linernotes wird die Quelle des Bandes angegeben, aber die Audioqualität lässt vermuten, dass es sich um eine Fan-Aufnahme handelt. Glücklicherweise hat jemand die bemerkenswerte Leistung des Art Pepper-Quartetts in diesem New Yorker Jazzclub am 15. April 1981, knapp über ein Jahr vor seinem Tod, eingefangen. Der Altsaxophonist und seine Rhythmusgruppe […] swingen so stark, dass die Wände gezittert sein müssen.“ Thelonious Monks Rhythm-a-Ning werde in einem rasenden Tempo mit fetten Akkorden, einem schnell laufenden Bass, schlagenden Trommeln und einem schlängelnden Pepper-Solo gespielt, dessen Energie für sechs volle Minuten eskaliere. Foster lasse ständig Bomben auf sein Schlagzeug fallen, was auch durch What Is This Thing Called Love? laufe, bis er für einige Takte nichts anderes tut. Peppers wildes Solo in dem Cole-Porter-Klassiker streife weit von der Melodie weg, fast in das Avantgarde-Gebiet. Pepper und seine Band ließen viel Raum in ihrer melancholischen Version von Benny Goodmans Erkennungsmelodie Goodbye. In einigen Minuten werden Peppers ruhige Töne zu gewalttätigen Gequake, aber nur für ein paar Takte. Peppers gospel-getöntes „Make a List, Make a Wish“ werde zu Levievs Show mit ein paar nussigen Solo-Klängen, die wie vier Hände klingen. Als er schließlich endet, tritt Pepper mit einem seidigen Solo ein. Peppers gospelbetonter Boogie Red Car beende das Set auf eine lockere, von jedermann zu einer Solo-Darbietung genutzten Weise. Greenlee resümiert: „Dies ist der akustische Jazz der 80er Jahre. Wenn die Audioqualität nicht so minderwertig wäre, wäre Live at Fat Tuesday mit Peppers Meisterwerken aus dem Village Vanguard vergleichbar“.